# HIKAKIN
HIKAKIN（ヒカキン、1989年〈平成元年〉4月21日 - ）は、日本の男性YouTuber、ヒューマンビートボクサー、UUUM株式会社所属のファウンダー、最高顧問、元スキージャンプ選手。実兄であり、同じくYouTuberのSEIKINと、音楽ユニット「HIKAKIN & SEIKIN」としても活動している。血液型はO型。

## 概略
2006年よりYouTubeへの動画投稿を開始する。2010年にゲーム『スーパーマリオ』のBGMをビートボックスで表現した「Super Mario Beatbox」をYouTubeに投稿し、世界中で評判になり注目を浴びた。以降、エアロスミスやアリアナ・グランデなどの海外アーティストとも共演。また、商品紹介やゲーム実況ジャンルでも活躍している。

### 略年譜
- 1989年（平成元年）4月21日 - 新潟県中頸城郡妙高高原町（現・新潟県妙高市）に次男として出生[1]。
- 2006年（平成18年）12月30日 - YouTubeチャンネル「HIKAKIN」を開設。
- 2008年（平成20年）3月 - 新潟県立新井高等学校を卒業し上京。
- 2011年（平成23年）
  - 2月1日 - YouTubeチャンネル「HikaruKaihatsu」を開設[動画 1]。
  - 7月19日 - YouTubeチャンネル「HikakinTV」を開設[動画 2]。
- 2012年（平成24年）10月2日 - HikakinTVが登録者数10万人を突破[動画 3]。
- 2013年（平成25年）
  - 1月31日 - YouTubeチャンネル「HikakinBlog」を開設[動画 4]。
  - 3月5日 - YouTubeチャンネル「SmaDigiTV」を開設
  - 8月17日 - YouTubeチャンネル「HikakinGames」を開設。
- 2014年（平成26年）1月20日 - HikakinTVが登録者数100万人を突破[動画 5]。
- 2015年（平成27年）8月14日 - HIKAKIN＆SEIKINによる「YouTubeテーマソング」でシングルデビュー[10]。
- 2021年（令和3年）9月10日 - HikakinTVが登録者数1000万人を突破[11]。
- 2023年（令和5年）5月9日 - ブランド「HIKAKIN PREMIUM」を発足[12]。
- 2024年（令和6年）
  - 1月1日 - 一般女性と結婚[13][14]。
  - 8月1日 - 第1子女児の誕生を発表[15][動画 6]。
  - 12月22日 - Twitchアカウント「HIKAKIN」を開設[16]。
- 2025年（令和7年）
  - 1月17日 - YouTubeチャンネル「HikakinClipTV」を開設[動画 7]。
  - 8月14日 - HIKAKIN＆SEIKINの楽曲「YouTubeテーマソング2」を公開。

## 来歴

### 生い立ち
1989年4月21日、新潟県中頸城郡妙高高原町（現・新潟県妙高市）に次男として生まれる。兄（長男）は同じくYouTuberのSEIKIN。幼少期は、教室の隅の方にいる変わった少年だった。雪の多い上越地方で育ったことから、小学生の頃の夢は「スキージャンプでオリンピックに出場すること」で、高校生までスキージャンプをしていた。小学生の頃に、当時フジテレビ系列で放送されていたバラエティ番組『力の限りゴーゴゴー!!』のコーナー『ハモネプリーグ』の影響で、ヒューマンビートボックスに興味を持った。
妙高高原町立妙高高原南小学校（のちの妙高市立）、妙高高原町立妙高中学校（現・妙高市立妙高高原中学校）を経て新潟県立新井高等学校に進学し、上越でのライブ活動などを開始。そして2006年12月、YouTubeにチャンネル「HIKAKIN」を開設した。当初は海外のビートボクサーの動画を閲覧する目的で始めたが、自分で投稿すれば逆に見てもらえるのではと思い、動画投稿を始めたと語っている。開設後すぐに動画投稿を開始したが、当時の動画はのちに削除したためほとんど残っておらず、現存している最古の動画は2007年（当時高校3年生）に浴室で撮影したビートボックスとなっている。なお、このビートボックスの動画は2015年に「2015 ver.」として当時の環境と服装を再現した上で撮影したリメイク版を投稿している。

### 高校卒業後

#### 2008年
新潟県立新井高等学校を卒業し、上京。都内のスーパーマーケットの中では新潟県出身者が多く、たまたま高校へ求人があったスーパーマーケット・吉池に勤務しながら生計を立てていた。なお、当時は自分の銀行口座を持っていなかったため貯金はなく、親から渡された2万円のみで上京した。勤め先のスーパーには社員寮があり、毎月の給料から家賃が引かれるため住む場所に困ることはなかった。それからは、夜の社員寮の浴室や自室などで安いマイクを使ってビートボックス動画を何回も撮影し、その中で完璧に上手く出来たと思えるものを厳選し、月1・2本ずつ動画をアップロードしていた。
YouTubeパートナー（広告収入を得られるシステム）に申請したこともあったが、当時は却下される。その出来事をきっかけに、「YouTube側からオファーされるようになってやる」と考えるようになり、視聴者側の視点に立った動画作りを心掛けるようになった。上京から2年ほどは特に大きな出来事は起こらなかったが、その後徐々に閲覧数が増えていき、一番再生数が多いものでは20万回近く見られた。当時の日本ではまだYouTubeの知名度が低く、8割近くは海外からの閲覧であった。

#### 2010年
6月17日、『スーパーマリオ』シリーズのBGMをビートボックスでメドレーにした動画「Super Mario Beatbox」を投稿。この動画がYouTubeにおける日本国内月間アクセス1位を記録し、アメリカ合衆国の『CBS News』においてトップニュースで取り上げられる。投稿して1日後に20万アクセス、1週間後に100万アクセスを記録し、その後YouTube側からYouTubeパートナーのオファーが舞い込んできた。HIKAKINにとってこの出来事による喜びが自分の原点だと語っており、「スーパーの店頭で客に怒られたり、上司に嫌味を言われても自分にはYouTubeがある」と思っていたとのこと。そしてさらに、2010年度YouTube世界ベストパートナートップ500人に選出され、「WOWスタープロジェクト2010」では優勝しラスベガスに招待された。これらの出来事を機に、パフォーマーとしてライブやテレビ番組への出演依頼も少しずつ来るようになった。

#### 2011年
6月、日本で「YouTubeパートナーフォーラム」が開催される。当時は動画を投稿して生活するという考えさえなかったが、同イベントでアメリカのYouTuberであるミシェル・ファンに出会い、彼女の演説に感銘を受けたことが転機となり、本格的に動画投稿を始めた。その後、「YouTube NextUp 2011」という受賞者は10組、賞金が200万円のコンテストが開催され、チャンスが訪れる。当時、チャンネル登録者数が日本一だったため、周りからも受かるだろうと思われていたこともあり、「これで会社を辞めて、YouTubeに専念できる」と自信を持ってコンテストにエントリーするも、結果は落選となった。屈辱的な挫折を味わい、YouTuberへのアドバイザーの仕事をしている佐藤友浩に相談を求める。そこで、動画作りの基本をまとめたハンドブックをもらい、個別にも多くのアドバイスを受ける。また自ら、国内外のトップクリエイターの動画を研究し、タイトルやサムネイルなどの編集スキルを真似していった。そうすること3か月ほどで、気付いたらYouTubeからの収入が会社員の給料を超えていたという。

#### 2012年
上京以来務めていた吉池を退社し、動画投稿を通じた広告収入で生活する道を進むことになる。会社員時代については、「好きなことを仕事にできていなかったことから辛かった。でも、『僕はただのサラリーマンじゃない。動画を作って、海外からもたくさん見られてるんだ』という意地のおかげで、仕事も続けられた。」と語っている。

#### 2013年
5月、シンガポール滞在中にエアロスミスとの共演を果たし、1万5000人規模の会場で「ウォーク・ディス・ウェイ」を共に演奏した。6月には、YouTuberの事務所「UUUM」の設立と共に同社のファウンダー、最高顧問に就任した。

#### 2014年

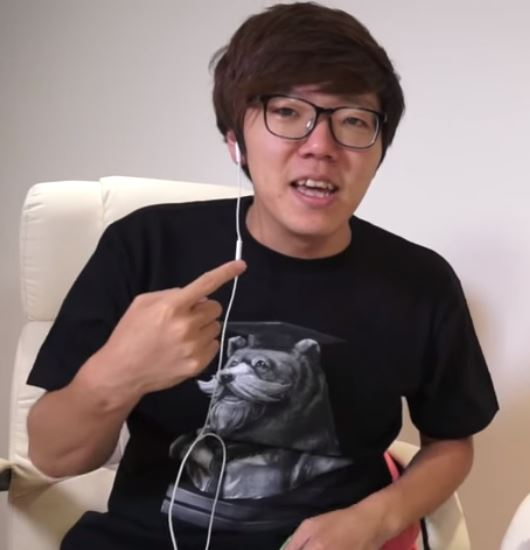
ゲーム実況をしている様子

2月、アリアナ・グランデと動画でコラボし、4月13日には、辛口アッパー炭酸飲料『MIN-MIN Sparkling』1日大使として、福岡でイベントを行った。5月12日放送の「SMAP×SMAP」では、SMAPのメンバーとのコラボを果たした。7月には香港で開催されたYouTubeイベントに参加し、講演会やライブを行ったほか、香港出身のYouTuberであるJASONも登場した。また、9月には同じ新潟出身であるHilcrhymeの日本武道館コンサートに出演。11月1日には恵比寿ガーデンホールにてUUUM主催のYouTuberの握手会が行われた。12月にはアリアナ・グランデと2度目のコラボをするべく、初めてニューヨークへと渡った。さらに、NE-YOと動画でコラボで、当時未公開で2015年リリースの「Coming with You」と代表曲「Because Of You」をデュエットした。

#### 2017年
12月22日、YouTuberとしては初となるミュージックステーションスーパーライブへの出演を果たした。

#### 2018年
7月、スコティッシュフォールドのオス猫「まるお」、9月、まるおの兄弟「もふこ」を飼い始めた。少年時代から猫が好きで、1年前から飼育することを考えていた。

#### 2020年
新型コロナウイルス拡大期には、自ら率先して自粛生活やマスクの着用を行うように呼び掛けた。またコロナ対策のとして重要な不要不急の外出を避ける呼び掛けを自身のブログYoutubeチャネルのHikakinBlogにて画像を送信した。また東京都知事の小池百合子とオンライン上で対談し、コロナ対策についてなどの質問を行った。12月8日、YouTube公式から発表された「国内年間トップトレンドランキング」において、1位を獲得した。

#### 2021年
8月3日、登録者数1000万人を目指すための取り組みの一つ（ヒカキン夏の本気動画2本目）として、VTuberデビューを果たした。。VTuberのデザインはイラストレーターの本田ロアロが手掛け、モデルはLive2Dが制作した。同月下旬には、当初大型企画に充てる予定だった1000万円分を、新型コロナウイルスの医療支援として全額寄付した。
9月10日、メインのYouTubeチャンネル「HikakinTV」の登録者数が1000万人を突破した。突破する様子を見届けるべく行った生配信では、配信中に投げられたスーパーチャットをすべて「新型コロナウイルス 医療崩壊を防ぐための支援（Yahoo!基金）」に寄付することを宣言した。その後、同月17日に今後についての動画を投稿し、チャンネル登録者が1人増えるごとに10円募金していくと発表した。
1000万人突破を見届けた生配信では、約10分でチャンネル登録者13万人増、同時接続者数16万人、動画公開から5日で約750万回再生、そして約10分でスーパーチャット合計金額300万円が集まり、YouTubeの世界中のチャンネルのスーパーチャットランキングで世界1位となった。スーパーチャットで集まった金額に自らの思いをのせ、「新型コロナウイルス 医療崩壊を防ぐための支援（Yahoo!基金）」へ500万円分の寄付をした。
12月11日、YouTube公式から発表された「国内年間トップトレンドランキング」では、昨年に続いて1位を獲得した。

#### 2022年
8月16日、HikakinTVの総再生回数が100億を達成した。12月6日には、YouTube公式から発表された「国内年間トップトレンドランキング」では1位を獲得した。これにより、「国内年間トップトレンドランキング」を3年連続1位となった。また、ゲーム部門では9位を獲得した。

#### 2023年
1月10日、同年3月をもって妙高高原小学校への統合により閉校する母校「妙高高原南小学校」を20年振りに訪れる動画を投稿した。校長からイベント参加の依頼を受け、同じく同校出身の兄SEIKINと幼馴染かつ同級生のMasuoが同行し、サプライズゲストとして在校生らと共に記念絵画の制作や校歌を斉唱した。
5月9日、自身がプロデュースした商品『みそきん 濃厚味噌ラーメン』『みそきん 濃厚味噌メシ』が発売された。
8月1日には、20億円の賃貸の新居を動画で公開した。HIKAKINにとって初の一軒家で、室内温水プールや71畳のリビングなどがある。前に住んでいた家を残した上で、2つ目の拠点であるとした。
9月9日、自宅で転倒した際に右手の小指と薬指を骨折し、全治3か月と診断されたことを報告した。

#### 2024年
1月1日、年明けと同時にHikakinTVでプレミア公開を行い、30代の一般女性と同日付で結婚したことを発表した。プレミア公開で記録した同時視聴者数125万人は、日本ではSnow Man、手越祐也に次いで3位となった。結婚相手に関しては、今後動画などで登場する予定はないと明かした。
8月1日、動画にて第一子誕生を報告した。
12月22日、Twitchアカウント「HIKAKIN」を開設。以後、不定期で配信を行っている。

#### 2025年
1月19日、指定難病の「好酸球性副鼻腔炎」を発病し、手術を受けたことを発表。

## 人物

### YouTuberとして
ブンブンハローYouTube! どうもHIKAKINです。—ブンブンハローYouTubeへのこだわり（HikakinBlog、2014年11月24日）
動画での挨拶は上述の通り。YouTube上には6つのチャンネルを開設しており、2024年6月時点で全チャンネルの合計登録者数は約2700万人、再生回数は約210億回にのぼる。動画冒頭の挨拶である「ブンブンハローYouTube! どうもHIKAKINです。」のブンブンは、アメリカのビートボクサー・RAHZELに肖ったものである。自身のファン層は小中学生がメインであるとし、家族みんなで食事をしながらでも見ることのできるコンテンツをやっていきたいと語っている。HIKAKINという名前の由来は、小3から高3まで行っていたスキージャンプの先輩に、本名の「光（ひかる）」をもじってヒカキンと呼ばれ始めたことである。なぜ「キン」なのかを先輩に聞いたが、教えてもらえなかったため意味は不明のままである。中学生の頃、HIKAKINという名前で掲示板にビートボックスの音声を投稿しているうちに少しずつ名前が広まってきたため、このまま定着したと語っている。
チャンネルの概要
HIKAKIN
最初に開設したチャンネルで、ヒューマンビートボックスの動画がメイン。HikakinTVを開設するまではメインチャンネルであった。
HikaruKaihatsu
2011年5月に開設した本名に由来するセカンドチャンネル。後述の「HikakinTV」に移り変わる形で開設から約2か月で更新が途絶えた。本人曰くパスワードを忘れてログインできなくなったということが語られている。
HikakinTV
2011年7月19日に初投稿が行われる。当初は後に開設されたHikakinBlogと同様のビデオブログというコンセプトで開設されたが、その後商品紹介やドッキリ企画などの動画を投稿するようになり、現在ではメインチャンネルとなっている。2021年9月に登録者数1000万人を突破した。2024年5月には、海外で流行りのショート形式のカウンター動画を立て続けに投稿し、1か月で登録者が400万人ほど増加した。
HikakinGames
2013年に開設した、実況動画やライブ配信を行うゲームチャンネル。登録者は600万人を数え、日本のチャンネルとしては、サブチャンネル・ゲームチャンネルとして共に1位となっている。
SmaDigiTV
話題のアプリやガジェットを紹介するレビューチャンネル。一本のみ投稿した段階で更新停止。2025年にXでとあるユーザーが発信したことで広く知れ渡った。判明当初は登録者54人、再生回数約4000回であったが、拡散されたことで数日後には登録者3000人、再生回数2.8万回まで急増した。自ら開設したYouTubeチャンネルの中では最も登録者数および再生数が少ない。
HikakinBlog
プライベートにまつわる気軽な動画を投稿している。更新頻度は不定期である。
HikakinClipTV
2025年1月に開設した自身のTwitch配信の切り抜き動画を投稿するチャンネル。2024年12月22日にTwitchアカウントを開設し、大人の視聴者に向けた配信としてゲーム実況などを開始した。以前から第三者による動画の切り抜きが多発しており、HIKAKINはこれを黙認していたが、このチャンネル以外に投稿された切り抜き動画はすべて非公認であると、チャンネル開設と同時に表明した。これは、切り抜き動画の投稿者が収益を優先するあまり、意図せず過激なタイトルをつけ、不利益をもたらす可能性がある内容の動画が拡散されることへの懸念などによるものである。

### ヒューマンビートボックス
誰かにヒューマンビートボックスを習ったことはなく、YouTubeで見られるビートボックス動画を参考にするなどして、独学により今のスタイルが出来上がった。特に影響を受けたビートボクサーとしてAFRAとRAHZELを挙げている。当初は「ビートボックス＝ヒップホップ」だと思っていたが、上京してクラブでパフォーマンスをしていくうちに日本人にも聞きやすい音源の方が受け入れやすいのではと思い、スーパーマリオブラザーズやAKB48といった、お茶の間で流れるような誰もが口ずさめる音を取り入れるようになった。
2022年11月13日にはビートボックス耐久チャレンジをライブ配信し、1時間を超える記録を出した。

### スキージャンプ
高校までスキージャンプの競技をやっており、全国で8位に入る腕前だった。そのスキージャンプ選手時代に北海道所属と長野所属の選手で合同合宿を行った際に、当時小学生だった高梨沙羅のフォームチェックのパートナーを務めていたこともあった。ノルディック複合にもチャレンジしており、夕方からの部活で20km走るトレーニングを行うなど「青春のすべてをスキーに捧げていた」と語っている。

### 飼い猫
まるお
2018年7月19日から飼い始めたスコティッシュフォールドのオス猫である。名前の由来は、顔が丸くて男の子であること。またシンプルで分かりやすく、みんなに愛されるような名前がいいなと思ったことから名付けられた。
もふこ
2018年9月12日から飼い始めたスコティッシュフォールドのメス猫で、まるおと同じ日に生まれた兄妹である。目が大きく、しっぽが太いなどの違いがある。名前の由来は、すごくもふもふしてる女の子であること。視聴者からは「まるおの妹で女の子ならまるこでしょ!」というコメントをもらっていたが、「まるお」と「まるこ」では区別がつきにくく、猫からしてもどちらが呼ばれているか混乱する恐れがあるため、もふこにしたと語っている。

### 私生活
自宅の専用スタジオで、企画・撮影・編集を全て一人で行い動画を投稿している。多忙で、飲み会や外食をしにいくことが少ない為コンビニで食事を済ませることが多く、週刊誌に撮られた際もTシャツに短パン姿のラフな格好でコンビニを訪れ、栄養ドリンクやスイーツなどを購入していた。その一方で、ブランド品などに関心があり、大のルイ・ヴィトン好きで同社のトランクやバッグなどを購入している。また、ロレックスなどの高級腕時計も多数購入・保有している。
ユニバーサル・スタジオ・ジャパンについて「大好き」と話している。何度も訪れており、2024年2月15日にはUSJ公認クリエイターに就任した。
たこ焼きが埋もれるほどねぎが乗ったたこ焼きが好物の一つである。

### 誕生日
自身の生まれた日がゲームボーイの発売日（1989年4月21日）であるため、ゲームボーイを取り上げた動画をあげたこともあり、ゲーム実況にも精を出しているとのこと。

### 交友関係
同じくYouTuberのSEIKINは、2歳年上の実兄。また、同じくYouTuberのMasuoは幼稚園時代からの幼馴染である。ヒューマンビートボックス関係ではDaichiとはビートボックス仲間であり、ビートボックスで共演したりDaichi主催のライブではゲストで参加している。また、音楽プロデューサーのTeddyLoidとは高校生の時にビートボックスを投稿できるサイト「レッツアカペラ」で知り合い、自身の楽曲のプロデュースも手掛けている。またHIKAKINのモノマネを行っているYouTuberのデカキンとはワタナベマホトの協力によって2019年に直接対面を果たし、デカキンを自身のモノマネYouTuberとして公認。これを機に、デカキンとは互いのチャンネルでコラボする機会が多くなった。

### 評価
2025年現在も大きな不祥事を起こしておらず、社会的な信頼度は極めて高い。HIKAKINの動画は穏当なものが多く、また醜聞も極端に少ない。「炎上知らず」としても知られ、他の人気YouTuberの不祥事が報道されると相対的に評価を上げ、「聖人」とすら称されることもある。炎上したとしても大半は些細なことであり、逆に擁護の声の方が大きい。
デマが視聴者により拡散され、炎上する事態となってしまうことが2015年と2020年にあり、HIKAKINは誤解を解くべく、当時2本の動画を上げている。
一方、2022年7月12日に投稿した『Apex Legends』の実況動画では、同じチームの味方プレイヤーに対して暴言を連発し、コメント欄でそのプレイヤーの名前を晒して「ウザいと思う人、グッドボタン押してね」といった投稿をした。これを受けSNSでは、
などの批判が殺到して炎上状態となった。同月19日、前述のコメントを削除しコメント欄で謝罪した。8月13日、動画内で直接電話して謝罪し、和解したことを報告した。HIKAKINは当初、動画のコメント欄は相手への批判で埋め尽くされると予想していたが、実際には自身が批判されることとなった。このほか、2024年6月には公衆トイレでカメラを回す場面が動画内に盛り込まれていたことを受け、批判の声が寄せられた。
旧知の仲である神聖かまってちゃんのフロントマンであるの子によると、HIKAKINの性格について「こんなに裏表がない人はいない」と表現しており、一般人目線で誰にでも優しく、損得勘定なしで行動ができる人だと語っている。初めて出会ったのは2013年の堀江貴文主催のパーティであり、HIKAKINが当時挙げていた目標が「企業チャンネルのチャンネル登録者数を超えたい」だったことに対し「普通、ライバル視するなら個人じゃないですか。その相手が企業だったのが凄い」と評価した。2chの創設者のひろゆきは2021年の複数のYouTuberの宴会騒動の際に「YouTubeで長期的に上手くいくのに必要なのは『人格』ってな話しをちょこちょこしてますが、こういう場面をちゃんと避けてるヒカキンさんはさすがだなぁ、、と〔ママ〕」評価している。
堀江貴文はHIKAKINの印象について「普通の子」と表現している。また、「ネットで人気のある人は押し出しが強い人はあまりいなくて、学生時代もめちゃくちゃ目立っていたかといえばそうでもない、普通の人が多いんですよ。だから、想像していた通りでした」とも語っている。
フジテレビの番組『ホンマでっか!?TV』にゲスト出演した際、自身の悩みを「何をしていてもこれは動画にすると面白いのではないかと365日考えてしまうということ」、「年を取るにつれ感動しなくなってきた」と語っていることについて、心理学者の植木理恵は「評価が他者のものしかないのはつらい」と分析。過去の自分と今の自分を比べ、自分を基準に評価すればより楽しくより長くYouTuberとして活動可能と語る。また、中部大学の教授である武田邦彦によると「一つの動画が一つの経験となり脳に蓄積されているため、HIKAKINは人の何倍も多い経験をしているのと同じことになり、他の人よりも速いスピードで老い始めている」と分析した。

### UUUMとの関わり
自身が最高顧問兼ファウンダーを務めるUUUMの株式を454,770株保有している。なおHIKAKINの保有株式数は発行株式数の約2.3%に相当し、親会社であるフリークアウトHDに次いで二番目の株主であるため、会社法施行規則第122条により定める大株主である。

## 慈善活動
慈善活動のうち、公に明かした寄付の総額は1億4978万6580円にのぼる。
| 活動年 | 活動に至った事柄・経緯         | 活動内容 |
| ------ | ------------------------------ | --- |
| 2014年 | 東日本大震災                   | チャリティー握手会イベントで集まった募金59万7,840円と自身の140万2,160円を公益財団法人東日本大震災復興支援財団に寄付した。 |
| 2017年 | 九州北部豪雨                   | 赤い羽根共同募金を通して100万円を募金。また、前日に公開していたNintendo Switchのプレゼント動画でも募金を呼び掛けていた。 |
| 2018年 | 2018 FIFAワールドカップ        | 日本対コロンビアの試合後に、渋谷でゴミ拾いを行った。 |
| 2018年 | 西日本豪雨                     | 100万円と自身のTポイント5938円分を寄付。動画内では視聴者にも募金を呼びかけた。また、翌日には募金された額が1億円以上、さらに翌日には2億円を超える額となった。 |
| 2019年 | 30歳の誕生日                   | モーリーファンタジーの協力を得て作成した「ハチキン君」のぬいぐるみ3000個を、難病の子供にプレゼントした。 |
| 2019年 | 台風19号                       | 100万円と自身のTポイント662円分を寄付。 |
| 2020年 | 大規模森林火災                 | オーストラリア赤十字社へ15000ドル（当時のレートで113万7,300円）、ポート・マッコーリーコアラ病院へ15000ドル、合計227万4,600円相当を寄付した。 |
| 2020年 | 新型コロナウイルス             | Yahoo!ネット基金と共同で「コロナ医療支援募金を設立。設立に伴って1億円を寄付したことを自身の動画で明らかにし、「僕はYouTuberという仕事を始めて、インターネットやSNSを通じて本当に自分の人生が大きく変わりました。僕がここまで来ることが出来たのも、このインターネット、YouTubeを通じて本当にたくさんの人と繋がることが出来たからです。ネットには本当に沢山の人を巻き込む力があると信じています。今回、YouTuberの本気とネットの本気を出し切りたいです」と語った。その後人気YouTuberのコロナ対策支援が相次ぎ、最終的に、5月21日から6月30日にかけて21万6295人が寄付に協力し、HIKAKINの寄付を含めて総額3億7061万274円（3,331,060.66USD）が集まった。 |
| 2021年 | チャンネル登録者数1000万人突破 | 登録者1000万人突破を見送る配信で寄せられたスーパーチャットを、「新型コロナウイルス 医療崩壊を防ぐための支援（Yahoo!基金）」へ500万円分寄付した。 |
| 2021年 | チャンネル登録者数1000万人突破 | 動画内で「1000万人突破したら1000万円1本の動画にかけてすごい大型企画を盛大にやろう!っていうことを前々から決めてたんですが、今回その大型企画をしないことにしました!」と発表し、1000万円をコロナ医療支援に寄付した。 |
| 2022年 | 2022 FIFAワールドカップ        | 日本VSドイツの試合の翌日、渋谷で行われた「クリーンな観戦を推進する『ABEMA SHIBUYA CLEAN PROJECT』」に参加し、ゴミ拾いを行った。 このイベントには、はじめしゃちょー、SEIKIN、フィッシャーズのンダホ、LISEMも参加した。 |
| 2022年 | YouTuber「ナムさん」とのコラボ | ホームレスのために「超高級カレー」の炊き出しをした動画を公開。松阪牛、魚沼産コシヒカリ、大量の野菜が使用されていたほか、トッピングとして揚げ物を用意するなどした。 |
| 2022年 | チャンネル登録者数1100万人突破 | 12月、『認定特定非営利活動法人全国こども食堂支援センター・むすびえ』と『特定非営利活動法人しんぐるまざあず・ふぉーらむ』にそれぞれ500万円を寄付した。 |
| 2022年 | 東日本大震災の復興支援         | 震災から11年目となった3月に、ヤフー（Yahoo! JAPAN）とLINE（いずれも現：LINEヤフー）が東日本大震災の被災地復興支援や防災啓発を行う共同企画「3.11 これからも、できること。」において販売したLINEドネーションスタンプ「ヒカキン SMILEスタンプ」の売り上げが1210万3220円となり、全額を震災の風化防止や未来世代への支援のために寄付した。 |
| 2023年 | トルコ・シリア地震             | 100万円を寄付。 |
| 2024年 | 能登半島地震                   | 1000万円を寄付。 |
| 2024年 | 台湾花蓮地震                   | 1000万円を寄付。 |

## 受賞歴
YouTube Creator Awards
| 年     | 内容                                                                             | 賞               | 賞 |
| ------ | -------------------------------------------------------------------------------- | ---------------- | -- |
| 2012年 | シルバー クリエイター アワードYouTubeチャンネル登録者数10万人（HikakinTV）       | 銀の盾           |    |
| 2017年 | ゴールド クリエイター アワードYouTubeチャンネル登録者数100万人（HikakinTV）      | 金の盾           |    |
| 2021年 | ダイヤモンド クリエイター アワードYouTubeチャンネル登録者数1000万人（HikakinTV） | ダイヤモンドの盾 |    |

その他
| 年     | 内容                                                                 | 賞                     |
| ------ | -------------------------------------------------------------------- | ---------------------- |
| 2011年 | カスペ!青春アカペラ甲子園全国ハモネプリーグ11 『ボイパ日本一決定戦』 | 準優勝                 |
| 2012年 | カスペ!青春アカペラ甲子園全国ハモネプリーグ12 『ボイパ日本一決定戦』 | 優勝                   |
| 2014年 | Yahoo!検索大賞 2014                                                  | スペシャル部門         |
| 2019年 | 「ASIA FASHION AWARD 2019 in TAIPEI」                                | 「ASIA FASHION AWARD」 |
| 2020年 | 「LINE NEWS AWARDS 2020」                                            | タレント部門           |
| 2020年 | デジタル・コンテンツ・オブ・ジ・イヤー'20 ／第26回 AMD アワード      | 功労賞                 |

## 出版物

### 書籍
| 書店発売日     | タイトル                             | 著作               | 発行         | ISBN              |
| -------------- | ------------------------------------ | ------------------ | ------------ | ----------------- |
| 2013年7月19日  | 僕の仕事はYouTube                    | HIKAKIN            | 主婦と生活社 | 978-4-391-14379-9 |
| 2014年10月30日 | 400万人に愛される YouTuberのつくり方 | HIKAKIN / 鎌田和樹 | 日経BP社     | 978-4-8222-2079-2 |
| 2015年9月29日  | ヒカキンとはじめよう!Minecraft大百科 |                    | KADOKAWA     | 978-4-04-730725-4 |

## ディスコグラフィ

### アルバム
| No. | 発売日         | タイトル                                         | 規格                   | 規格品番 | 収録曲 |
| --- | -------------- | ------------------------------------------------ | ---------------------- | -------- | ------ |
| 1st | 2012年12月26日 | 坂本英城 x HIKAKIN「えちゃんねる SOUND CHANNEL」 | デジタル・ダウンロード |          | エガオ |

### 参加作品
| 発売日 | 発売日   | タイトル                      | 規格 | レーベル                   | 規格品番     | 収録曲                                   |
| 年     | 月日     | タイトル                      | 規格 | レーベル                   | 規格品番     | 収録曲                                   |
| ------ | -------- | ----------------------------- | ---- | -------------------------- | ------------ | ---------------------------------------- |
| 2008年 | 11月12日 | DEEPEN                        | CD   | おもちゃ工房               | OMOCD-0047   | 07. Hikakin - Human Beatbox Break        |
| 2011年 | 4月27日  | YU-DAI「FUNDAMENTAL」         | CD   | HEAD PHONE JACK RECORDS    | HPJ-0008     | 11. skit - HIKAKIN & YU-DAI -            |
| 2014年 | 6月4日   | キマグレン「最後の夏」        | CD   | UNIVERSAL SIGMA            | UMCK-5476    | 04. LIFE (HIKAKIN Remix)                 |
| 2020年 | 5月27日  | ONE PIECE MUUUSIC COVER ALBUM | CD   | エイベックス・ピクチャーズ | EYCA-12980   | 01. HIKAKIN&SEIKIN 「ウィーアー！」      |
| 2022年 | 12月28日 | Holidays Around the World     | CD   | RCA Records Label          | 196587668022 | 11.Last Christmas（feat.HIKAKIN&SEIKIN） |

## HIKAKIN PREMIUM
HIKAKIN PREMIUM（ヒカキンプレミアム）とは、ヒカキン自身が立ち上げたオリジナルブランドである。動画内で、「実は1年前からずっと水面下で準備してきたことで、「YouTuberとしての夢とは別にずっと叶えたかった僕の夢がようやく叶う発表です!」と報告した。
活動休止宣言
34歳の誕生日を迎えた2023年4月21日、一週間ほどSNSを含めた全面的な活動休止を発表した。「HikakinTV」で『初めて活動お休みさせていただきます』と題した動画を公開。
HIKAKINのオリジナルブランド「HIKAKIN PREMIUM」の夢を実現するための最終準備として、活動を始めてからは初となる休止期間を設けた。同年4月27日、活動休止の理由を自身が作成した特別映像とともに動画内で発表した。
僕の下積み時代を支え続けて
くれたのは、ラーメンでした。
人生が変わるその日も、
ラーメンを食べてました。
そんな僕が考えた
元気の出る一杯です。—【公式】HIKAKIN PREMIUM
製造と販売

『みそきん 濃厚味噌ラーメン』

2023年5月9日、「HIKAKIN PREMIUM」のブランド初の商品であるカップラーメン『みそきん 濃厚味噌ラーメン』とカップ飯『みそきん 濃厚味噌メシ』を発売し、SNSで反響を得た。製造は日清食品が担当しており、販売は全国のセブン-イレブンの店舗で順次展開された｡
影響と再販
発売初日に完売が報告され、Twitterでは「みそきん売り切れ」がトレンド入りし、各店舗で「お詫び」と題した貼り紙がされるなど、あまりの影響力にHIKAKINは発売当日に動画を公開した。また、メルカリなどフリマアプリでの高額転売が相次いで報告された。
2023年5月29日、HIKAKINは「みそきんの再販についてのご報告」と題した動画を公開し、「関係各所と協議を重ね、みそきんの再販は・・・できることになりました～!」と報告し、「再販できるという報告ができてうれしいです!」と語った。再販については、2023年8月中旬頃としており、8月10日にはセブンイレブンにて数量限定で順次発売された。また、今回は一部の店舗において購入制限が行われた。更に翌2024年も5月25日、30日の2度に分けて再販が行われた。
商標
特許情報プラットフォームによると、「ヒカキンプレミアム」、「ミソキン」は共にUUUM株式会社によって商標として登録されている。

## 出演

### テレビ番組
- SMAP×SMAP（2014年5月12日、フジテレビ）[注 5]
- 第66回NHK紅白歌合戦（2015年12月31日、NHK総合） - 「ザッツ!紅白宣伝部」としてゲスト出演。
- ダウンタウンDX（2017年7月13日、読売テレビ）
- ミュージックステーションスーパーライブ（テレビ朝日）
  - ミュージックステーション スーパーライブ2017（2017年12月22日） - 『雑草』[注 6]
  - ミュージックステーション スーパーライブ2018（2018年12月21日） - 『今』[注 7]
  - ミュージックステーション ウルトラスーパーライブ2019（2019年12月27日） - 『夢』[注 7]
  - ミュージックステーション ウルトラスーパーライブ2020（2020年12月25日） - 『光』[注 7]
- プロフェッショナル 仕事の流儀 （2018年3月19日、NHK総合）
- しゃべくり007（2018年10月8日、日本テレビ）
- ぐるぐるナインティナイン グルメチキンレース・ゴチになります!（2019年7月11日、日本テレビ） - VIPチャレンジャー
- 徹子の部屋（2020年12月24日、テレビ朝日）
- SASUKE（TBS）  - 出場者
  - 第39回、第40回、第41回（2021年12月28日、2022年12月27日、2024年12月25日）

- ハモネプリーグ（フジテレビ）  - 審査員
  - 第21回 - 第26回、第28回（2019年6月28日 - 2022年12月24日、2024年3月2日）

### テレビドラマ
- ドクターX〜外科医・大門未知子〜 第5話 （2019年11月14日、テレビ朝日）[151]
- 君の花になる 第5話（2022年11月15日、TBS） - 本人 役[152]

### テレビアニメ
- デジモンユニバース アプリモンスターズ 第7話（2016年11月12日、テレビ東京） - ヒカ次郎 役[153]
- ゲゲゲの鬼太郎  第53話（2019年4月28日、フジテレビ） - 本人 役[154]

### 映画
- 呪怨 −ザ・ファイナル− （2015年） - ファミレス店員 斉川 役[155]
- HK 変態仮面 アブノーマル・クライシス（2016年） - 玉男の手下 役[156]
- 亜人（2017年） - 本人 役[157][動画 50]
- 妖怪大戦争 ガーディアンズ（2021年） - ひかきん 役[注 8][158]
- 逃走中 THE MOVIE:TOKYO MISSION（2024年） - 本人 役[159][160]
- 爆上戦隊ブンブンジャー 劇場BOON! プロミス・ザ・サーキット（2024年） - 本人 役[161]

### 吹き替え
- シュガー・ラッシュ:オンライン（2018年） - バズチュー蜂、ストームトルーパー 役[162]
- トイ・ストーリー4（2019年） - イーグル・トイ 役[163]
- マインクラフト/ザ・ムービー（2025年） - ニットウィット 役[164]

### ネット配信
- 72時間ホンネテレビ（2017年11月3日、AbemaTV）
- モンスト1000万個オーブ山分け! 土田ヒカキン軍団VSダチョウ倶楽部!（2018年1月27日、AbemaTV）

### ゲーム
- イナズマイレブン 英雄たちのヴィクトリーロード（2025年11月発売予定、レベルファイブ）- 幕下照 役（声の出演）[176]

### 教科書掲載
- 新しい道徳3（2025年度 - 、東京書籍）[177]